# Prao
Prao is een thị trấn en tevens de hoofdplaats in het district Đông Giang (Quảng Nam), een van de districten in de Vietnamese provincie Quảng Nam.
Prao ligt aan de oever van de A Vương. Een belangrijke verkeersader in Prao is de Quốc lộ 14. Prao heeft ruim 3500 inwoners op een oppervlakte van 31,2 km².